# Chip i Dale: Brygada RR
Chip i Dale: Brygada RR (Ryzykownego Ratunku) (ang. Chip ’n Dale Rescue Rangers, 1989–1992) – amerykański serial animowany Wytwórni Walta Disneya składający się z 65 odcinków. Opowiada o dwóch pręgowcach amerykańskich znanych z wcześniejszych filmów Disneya, które założyły grupę detektywistyczną Brygada Ryzykownego Ratunku. Premierowy odcinek wyemitowany został 5 marca 1989 roku.

## Powstanie serialu
W początkowym etapie prac nad serialem, zatytułowanym wstępnie Metro Mice (aluzja do Miami Vice), jego bohaterami miały być:
- Kit Colby – wzorowana na Indianie Jonesie, awanturnicza mysz, przywódca drużyny nosząca skórzaną lotniczą kurtkę i fedorę;
- Colt Chedderson – masywny gryzoń – australijska skacząca mysz, ekspert od materiałów wybuchowych;
- Gadżet – blondwłosa mysz, zespołowa konstruktorka i inżynier;
- Chirp Sing – azjatycki świerszcz, ekspert od wschodnich sztuk walki;
- Camilla – kameleon, sekretarka drużyny;
- Eagle Eye – krótkowzroczny orzeł zwiadowca.

Kierownictwo Disneya, aby zwiększyć zainteresowanie widowni nowym projektem, zdecydowało wprowadzić do serialu postaci znane już z innych produkcji. Wybór padł na Chipa i Dale’a, którzy – w przeciwieństwie do wcześniejszych filmów, w których się pojawiali – porozumiewają się ze sobą za pomocą mowy. Stopniowo pozostałe postaci ulegały ewolucji bądź usunięciu z serialu. Historię powstania Brygady i dołączania do niej kolejnych postaci opowiedział dwugodzinny pilot – To The Rescue, który później, podzielony na pięć odcinków, stał się częścią serialu. Pilot wprowadzał również kilka innych powracających w serialu postaci: detektywa Donalda Drake’a (aluzja do Kaczora Donalda będącego głównym wrogiem Chipa i Dale’a w klasycznych kreskówkach – drake to w języku angielskim określenie kaczora), zaprzyjaźnionego z Brygadą psa policyjnego Plato (aluzja do psa Pluto również pojawiającego się klasycznych kreskówek z Chipem Dale’em) oraz dwóch wrogów Brygady: szalonego naukowca Nortona Nimnula i kota Spaślaka. Miejscem akcji większości odcinków jest Nowy Jork. Ale prawdopodobnie tylko w odcinku czterdziestym siódmym wypowiedziano jego nazwę i prawdopodobnie tylko wtedy pokazano jedną z charakterystycznych jego budowli.

## Postacie
- Chip – pręgowiec, założyciel i przywódca grupy. Zawsze pełny pomysłów, wielbiciel powieści kryminalnych. Ubrany w kapelusz typu fedora i lotniczą kurtkę (pozostałość po postaci Kita Colby’ego). Jego ulubioną postacią książkową jest detektyw Sureluck Jones (oparty na Sherlocku Holmesie i Indianie Jonesie). Jego postać wzorowano na Indianie Jonesie.
- Dale – pręgowiec, nierozważny i lekkomyślny przyjaciel Chipa, ma wielki talent do wpakowywania się w rozliczne kłopoty. Wielki miłośnik czekolady, komiksów i heavy metalu. Nosi hawajską koszulę. Jego postać wzorowano na Thomasie Magnumie z amerykańskiego serialu Magnum.
- Gadżet Siekiera (oryg. Gadget Hackwrench) – mysz, platoniczna miłość obu przyjaciół. Majsterkowiczka i zapalona wynalazczyni. Potrafi tworzyć z niczego różne mniej lub bardziej skomplikowane maszyny i urządzenia, które z reguły powinny działać bez problemu, co niejednokrotnie kończy się mniej lub bardziej spektakularną katastrofą. Jest jedyną z postaci, której autorzy serialu nadali oficjalne nazwisko: w odcinku Brygada RR rusza na ratunek (ang. To The Rescue) Roquefort z Chipem i Dale’em udaje się po pomoc do starego znajomego, pilota Gieniusia Siekiery (oryg. Geegaw Hackwrench), gdyż potrzebują transportu. Na miejscu zastają jego córkę, od której dowiadują się, że jej ojciec nie żyje, ale na szczęście ona również zna się na pilotażu i tak dołącza do brygady.
- Jack „Rocky” Roquefort (oryg. Monterey „Monty” Jack) – australijska mysz, przyjaciel nieżyjącego ojca Gadżet, Gieniusia. Obieżyświat i ekspert od podróży. Bardzo silny fizycznie, o porywczym charakterze. Jego słabością są serowe ataki – Roquefort zaczyna biec w stronę sera, a w jego oczach pojawia się spirala Archimedesa.
- Bzyczek (oryg. Zipper) – mucha, przyjaciel Rocky’ego. Ambitny, ale kruchy fizycznie. Prowadzi działalność wywiadowczą.
- Spaślak (oryg. Fat Cat) – szary kot perski, czołowa figura zwierzęcego świata przestępczego. Największy wróg Brygady RR. Otyły, ubrany zawsze w elegancki garnitur, dystyngowany i inteligentny, w przeciwieństwie do swoich współpracowników. Początkowo był zwierzęciem domowym Aldrina Klordane’a (przy nim nie nosił garnituru). Jego siedzibą jest wielka rzeźba kota na dachu fabryki kociego pokarmu The Happy Tom Cat Food Factory. W głowie, biuro, a pozostałej części jest kasyno dla zwierzęcego półświatka. Jednak bywa w nim o wiele rzadziej niż w głowie. Ceni kosztowne drobiazgi i wykwintne dania. Jego plany polegają najczęściej na: wypędzeniu psów z miasta; uzyskaniu monopolu na handel tym co koty uwielbiają i przyjmowia za to zapłaty w biżuterii lub kradzieży kosztowności bądź wykwintnego jedzenia. Przewodzi czterema pomagierami, którzy zwykle za niego wykonują brudną robotę:
  - Kret – nierozgarnięty, acz radosny kret. Gdy plany nie idą zgodnie z planem, zwykle to on służy jako popychadło dla Spaślaka.
  - Mepps – leniwy kot o rudej sierści. Jest dość zaniedbany i mówi jęczącym głosem.
  - Wart – jaszczur. Z całej bandy Spaślaka jest najlepiej ubrany i najmądrzejszy.
  - Snout – szczur. Najrzadziej się pojawia z całej czwórki.
- Profesor Norton Nimnul – szalony naukowiec, żądny władzy bądź bogactwa. Inny oponent Brygady RR. Mimo bycia geniuszem, jego przestępcze plany zwykle okazują się nie mieć sensu i nie są dopracowane. Jest chciwy, sfrustrowany i ma wielkie ego. Czasem próbuje wykorzystać swój intelekt w dobrą stronę, jednak plany nie idą po jego myśli i wraca do przestępczego trybu życia. Korpulentny, łysy, nosi okulary o grubych szkłach i nieskazitelnie biały fartuch laboratoryjny. Ma siostrzeńca imieniem Normie. Jeden z nielicznych ludzi świadomych istnienia Brygady RR i ich inteligencji na poziomie ludzkim.
- Sierżant Spinelli – policjant prowadzący posterunek policyjny, w którym Brygada RR szuka możliwych spraw do rozwiązania. Uwielbiają też biuro z powodu jego ogromnego apetytu i zamiłowania do dań serowych. Za jego sprawą, gdy dostaje zgłoszenia o różnych przestępstwach, Brygada RR podejmuje się spraw. Jest otyłym i łysiejącym mężczyzną w średnim wieku.
- Oficerowie Kirby i Muldoon – duet policjantów, których przełożonym jest sierżant Spinelli. Kirby jest muskularnym Afroamerykaninem z wąsem, Muldoon zaś jest chudym rudzielcem, któremu czapka policyjna zasłania oczy. Zwykle poruszają się policyjnym samochodem celem dochodzenia w sprawie licznych przestępstw. Choć wydają się najmniej kompetentnymi funkcjonariuszami policji, duet zdołał rozwiązać wiele zbrodni (głównie z pomocą Brygady RR) i był wielokrotnie honorowany za odwagę i zaangażowanie w służbę.

## Obsada głosowa
- Tress MacNeille –
  - Chip,
  - Gadżet Siekiera,
  - różne głosy
- Corey Burton –
  - Dale,
  - Bzyczek,
  - Kret,
  - Snout,
  - różne głosy
- Peter Cullen –
  - Jack „Rocky” Roquefort (sezon 1),
  - oficer Kirby,
  - oficer Muldoon,
  - Mepps,
  - różne głosy
- Jim Cummings –
  - Jack „Rocky” Roquefort (sezony 2-3),
  - Spaślak,
  - profesor Norton Nimnul,
  - Wart,
  - sierżant Spinelli,
  - różne głosy

## Wersja polska
W Polsce serial został wyemitowany po raz pierwszy w TVP1. Kolejność odcinków była inna niż w wersji oryginalnej, a pilot pojawił się jako pięć kolejnych odcinków w trakcie emisji, dzięki czemu widzowie zapoznawali się z serialem i nowymi postaciami in medias res. Premierowy odcinek serialu został wyemitowany z okazji Międzynarodowego Dnia Dziecka, 1 czerwca 1990 roku (prawdopodobnie w wersji z lektorem). Regularna emisja przypadała na lata 1991–1992 oraz 1998–1999 w niedzielnej Wieczorynce w bloku Walt Disney przedstawia. Od 12 września 2009 roku serial był ponownie emitowany w sobotniej Wieczorynce. 9 stycznia 2010, ze względu na likwidację sobotniego wieczornego bloku filmów Disneya, emisja serialu została zawieszona po 16 odcinkach. Wznowiona została 9 maja 2010 r. w niedzielnej Wieczorynce i była emitowana do 23 stycznia 2011 roku. Od 5 września 2011 roku do zimy 2011 serial był emitowany w TV Puls, a od 1 października także na antenie Disney XD. Do Disney Channel trafił na antenę 4 maja 2012 r. Po dwóch latach nieobecności serial pojawił się 15 października 2014 roku na antenie Disney Junior. Na przełomie lat 2015 i 2016 i 2021 roku był także emitowany na Pulsie 2.
Wersja polska: Studio Opracowań Filmów w Warszawie
Reżyseria:
- Maria Piotrowska (odc. 1-6, 16, 40-62),
- Miriam Aleksandrowicz (odc. 7-15, 17-39),
- Ewa Złotowska (odc. 63-65)

Tekst:
- Stanisława Dziedziczak (odc. 1-2, 32),
- Krystyna Skibińska-Subocz (odc. 3-6, 10-11, 16, 27-31, 35-42, 46-47, 53-56, 62),
- Joanna Klimkiewicz (odc. 7-9, 12-15, 17-26, 33-34, 43-45, 48-52, 57-61, 63-65)

Dźwięk:
- Jerzy Januszewski (odc. 1-3, 16),
- Alina Hojnacka-Przeździak (odc. 4-15, 17-65)

Montaż:
- Halina Ryszowiecka (odc. 1, 3, 5, 7, 9, 11, 13, 15, 17, 19, 21-23, 25-26, 31, 33, 35, 37, 39),
- Gabriela Turant-Wiśniewska (odc. 2, 4, 6, 8, 10, 12, 14, 16, 18, 20, 24, 27-30, 32, 34, 36, 38, 40-65)

Kierownictwo produkcji: Mieczysława Kucharska
Opracowanie piosenek:
- Filip Łobodziński (czołówka, odc. 5, 9),
- Marcin Sosnowski (odc. 41)

Wykonanie piosenek:
- Mieczysław Szcześniak (czołówka),
- Ewa Kania, Piotr Dobrowolski (odc. 5),
- Marcin Sosnowski (odc. 5, 41),
- Małgorzata Dropko (odc. 9),

Wystąpili:
- Ewa Kania – Chip
- Piotr Dobrowolski – Dale[a]
- Ilona Kuśmierska –
  - Gadżet Siekiera,
  - mały głuptak (odc. 2)
- Włodzimierz Bednarski –
  - Jack „Rocky” Roquefort,
  - Charlie Cheddar (odc. 8),
  - Kate Camembert (odc. 8)
- Marcin Sosnowski –
  - Spaślak,
  - komisarz policji,
  - sprzedawca w supermarkecie (odc. 2),
  - kapitan piratów Trupia Czacha[b] (odc. 4),
  - przestępca, który chciał ładować złoto do konkretnego wózka (odc. 45),
  - Kocur de Sade (odc. 60)
- Ryszard Nawrocki –
  - profesor Norton Nimnul,
  - okradziony jubiler (odc. 65)
- Józef Kalita –
  - oficer Kirby,
  - jastrząb w czerwonym kasku (odc. 2),
- Wojciech Machnicki –
  - oficer Muldoon,
  - Mepps,
  - rozbawiona mysz (odc. 1),
  - jastrząb w niebieskim kasku (odc. 2),
  - Flash Superpies (odc. 6),
  - jeden z policjantów (odc. 15),
  - Poptop, kapłan sekty Klub Koli (odc. 23),
  - ojciec Freddy’ego (odc. 27),
  - cesarz (odc. 36),
  - reporter (odc. 38),
  - pracownik reperujący sztuczny wulkan (odc. 40),
  - wrona (odc. 41),
  - Francik (odc. 44),
  - jeden z mieszkańców Trampolonii (odc. 48),
  - jeden z mieszkańców w Hiszpanii (odc. 48),
  - jeden z plemienia żuków (odc. 52),
  - kuzyn Chew Lee (odc. 54),
  - dzieciak na placu zabaw (odc. 55),
  - klient w restauracji skarżący się na muchę w zupie (odc. 55),
  - głos (odc. 65)
- Andrzej Gawroński –
  - Kret,
  - sierżant Spinelli,
  - chłopiec okrętowy Ned (odc. 4),
  - kucharz w studio (odc. 6),
  - malarz (odc. 6),
  - szeryf (odc. 7),
  - jeden z pilotów statku (odc. 11),
  - wódz plemienia nielotów kiwi (odc. 13),
  - Butch (odc. 39),
  - jeden z plemienia żuków (odc. 52),
  - Chew Lee (odc. 54),
  - jubiler obrabowany przez Szczura Kapone (odc. 57),
  - kot Nickels (odc. 58),
  - sierżant (odc.59)
- Mirosław Wieprzewski –
  - Wart,
  - Snout (oprócz odc. 53),
  - właściciel strzelnicy w lunaparku (odc. 30),
  - krasnal oprowadzający Dale’a po kopalni (odc. 34),
  - szczur (odc. 41),
  - Frydek (odc. 47),
  - jeden z plemienia żuków (odc. 52),
  - pies barman (odc. 54),
  - pingwin (odc. 59),
  - sprzedawca (odc. 63),
  - właściciel gorylicy Kuki (odc. 65)
- Iwona Rulewicz –
  - Mandy[c], właścicielka Spanky’ego (odc. 1),
  - wiewiórka Tammy (odc. 5),
  - kelnerka (odc. 8),
  - panda Ming-Ting (odc. 18)
- Mateusz Damięcki – kotek Spanky (odc. 1)
- Eugeniusz Robaczewski – pan Dumpty (odc. 2)
- Henryk Łapiński –
  - lokaj pana Dumpty’ego (odc. 2),
  - jeden z mieszkańców przerażonych Bzyczkiem-gigantem (odc. 21),
  - strażnik (odc. 21),
  - Percy (odc. 41),
  - jeden z podwładnych Klordane’a (odc. 41)
- Irena Malarczyk –
  - Wanda Skneros (odc. 3),
  - krowa (odc. 57),
  - Katie Camembert (odc. 62)
- Ryszard Olesiński –
  - pies w latającej budzie (odc. 3),
  - milioner (odc. 3),
  - drugi oficer Szparag (odc. 4),
  - uczestnik zespołu Żelazna Gęś (odc. 9),
  - jeden z członków zespołu Żelazna Gęś (odc. 9),
  - zapowiadacz (odc. 9),
  - drugi z kosmitów zmieniających kształt (odc. 12),
  - przemytnik dostarczający lampę (odc. 14),
  - orka Nemo (odc. 29),
  - Szczur Kapone (odc. 32),
  - szczur Francis (odc. 35),
  - wąż Pat (odc. 46),
  - kot Jack (odc. 58),
  - pilot samolotu (odc. 58),
  - marynarz (odc. 59),
  - pies strażnik (odc. 59),
  - przemawiający na zjeździe mleczarzy (odc. 63)
- Zofia Gładyszewska – jeden z gości Wandy Skneros (odc. 3)
- Miriam Aleksandrowicz –
  - jeden z gości Wandy Skneros (odc. 3),
  - piratka w załodze kapitana Trupiej Czachy (odc. 4, 33),
  - stara mysz mieszkająca w śmietniku (odc. 39),
  - Winifreda (odc. 46),
  - gorylica Kuka (odc. 65)
- Leopold Matuszczak –
  - robotnik goniący Flasha (odc. 6),
  - Don Kilon (odc. 48),
  - wódz plemienia żuków (odc. 52),
  - Krab Pustelnik (odc. 53),
  - Sylvester Jaszczurone[d] (odc. 57)
  - wdzięczne myszy (odc. 57)
- Mieczysław Morański –
  - pies Magdaw (odc. 7),
  - Lade, pierwszy z kosmitów zmieniających kształt (odc. 12),
  - niewolnicy Kapone’a (odc. 32),
  - pirat Burza (odc. 33)
- Krzysztof Kołbasiuk –
  - Lord Baskerville (odc. 7),
  - krokodyl Nochal (odc. 19),
  - Heinrich (odc. 31),
  - Ignacio Szczurelli (odc. 39)
- Dariusz Odija –
  - gąbka morska (odc. 8),
  - jeden z dziennikarzy (odc. 15),
  - jeden z nietoperzy wynajętych przez Spaślaka (odc. 15),
  - niedźwiedź z zoo, w którym kradziono orzeszki ziemne (odc. 18)
- Halina Chrobak –
  - królowa pszczół (odc. 9),
  - mała dziewczynka, właścicielka psa (odc. 26),
  - mama dziecka (odc. 26)
- Mariusz Leszczyński –
  - Truteń, sługa królowej (odc. 9),
  - jeden z członków zespołu Żelazna Gęś (odc. 9),
  - kapitan Kernel, przywódca stada słoni w zoo (odc. 18),
  - Demon Faraona (odc. 24),
  - Turek w egipskim pociągu (odc. 24),
  - kapitan piratów Trupia Czacha (odc. 33),
  - byk El Egzekucjo (odc. 48),
  - prezenter wiadomości (odc. 49),
  - żaba, której żuki w ofierze próbowały złożyć Bzyczka (odc. 57)
- Małgorzata Dropko –
  - Irena Allan (odc. 9),
  - Druella O’Midas (odc. 34),
  - Bella Romanso (odc. 37)
- Halina Bednarz – matka Jeremiego (odc. 10)
- Jan Kulczycki – Hubert, ojciec Jeremiego (odc. 10)
- Norbert Jonak – Jeremi (odc. 10)
- Ryszard Łabędź – reporter Stan Glinda (odc. 11, 21)
- Zbigniew Suszyński –
  - naukowiec w wieży (odc. 11),
  - ptasi czarownik Pencylian Wielki (odc. 13),
  - dziennikarz (odc. 15),
  - jeden z nietoperzy wynajętych przez Spaślaka (odc. 15),
  - pierwsza małpa z zoo, w którym kradziono orzeszki ziemne (odc. 18),
  - strażnik miasta, w którym był Bzyczek-gigant (odc. 21),
  - generał chcący pomóc mieszkańcom (odc. 21),
  - reporter (odc. 26),
  - przewodnik wycieczki (odc. 31),
  - Arnold Myszonegger (odc. 32)
- Jacek Czyż –
  - drugi z kosmitów zmieniających kształt (odc. 12),
  - sprzedawca dywanów (odc. 14),
  - pan Gribbish, szef Knocidła (odc. 20),
  - Robokot Tom (odc. 27),
  - Kapitan Fin (odc. 29),
  - Chudy (odc. 39),
  - policjant Ross (odc. 39)
- Grzegorz Wons –
  - Dżin (odc. 14),
  - Czerwony Borsuk (odc. 32)
- Jerzy Słonka –
  - pelikan (odc. 14),
  - jeden z nietoperzy wynajętych przez Spaślaka (odc. 15),
  - druga małpa z zoo, w którym kradziono orzeszki ziemne (odc. 18),
  - strażnik muzeum (odc. 26),
  - Ignacy Stanisławski, wynalazca robokota (odc. 27),
  - policjant (odc. 28),
  - kierowca ciężarówki z sardynkami (odc. 29),
  - Kaktus Morski (odc. 29),
  - złoczyńca z serialu o Czerwonym Borsuku (odc. 32),
  - Hej Ty (odc. 54),
  - policjant odbierający telefon (odc. 55)
- Artur Barciś –
  - Norman Nimnul (odc. 16),
  - sir Colby (odc. 17),
  - gołąb doręczyciel (odc. 50)
- Tomasz Dedek – panda Ting-a-Ling (odc. 18)
- Jan Aleksandrowicz – słoń Elliott (odc. 18)
- Barbara Zielińska – kotka Maskotka (odc. 20)
- Jarosław Domin –
  - Knocjusz Knocidło, przesądny wynalazca (odc. 20),
  - archeolog-złodziej Weksler (odc. 24),
  - lokaj (odc. 25),
  - profesor paleontologii (odc. 26),
  - dzieciak goniący Steggiego (odc. 26),
  - Pus (odc. 28),
  - ryba (odc. 29),
  - ośmiornica, majtek na okręcie Kapitana Fina (odc. 29),
  - jeden z piratów (odc. 33),
  - Darby Spree, król Krasnali w Irlandii (odc. 34),
  - Erol (odc. 37)
- Aleksander Gawroński –
  - burmistrz miasta (odc. 21),
  - stara mysz (odc. 57)
- Tadeusz Borowski –
  - prezenter telewizyjny (odc. 22),
  - prognostyk (odc. 52)
- Robert Rozmus –
  - Miron (odc. 23),
  - Tito (odc. 31),
  - Sylvester Jaszczurone (odc. 32)
- January Brunov –
  - Bubbles (odc. 23)
  - mumia Chiron (odc. 24),
  - Butch (odc. 27),
  - mięśniak z bandy Belli Romanso (odc. 37)
- Wiesław Machowski – archeolog Crocker (odc. 24)
- Mariusz Czajka – wilk Harry (odc. 25)
- Joanna Wizmur –
  - wilczyca Harriet (odc. 25),
  - diabeł tasmański zmieniony w królika (odc. 25),
  - głos z gry komputerowej (odc. 27),
  - nietoperzyca Foxy (odc. 46),
  - kotek Bucik (odc. 65)
- Jerzy Kramarczyk –
  - dinozaur Steggy (odc. 26),
  - Moe, szczur z bandy Francisa (odc. 35),
  - Cesarski słowik (odc. 36),
  - kret z bandy Belli Romanso (odc. 37)
- Wojciech Asiński – Iskra (odc. 28),
- Jolanta Zykun – ćma Kasandra (odc. 30)
- Jerzy Dominik – reporter (odc. 33)
- Bogdan Misiewicz –
  - Największy szpieg świata (odc. 35),
  - jeden z ministrów cesarza (odc. 36)
- Cezary Pazura −
  - Louis, szczur z bandy Francisa (odc. 35),
  - jeden z ministrów cesarza (odc. 36),
  - gołąb (odc. 39),
- Krystyna Kozanecka − Sue Lin (odc. 36)
- Małgorzata Boratyńska – Pusia Szczurelli (odc. 39)
- Beata Bandurska – Lawinia (odc. 40)
- Jan Prochyra – wódz plemienia Lawinii (odc. 40)
- Stanisław Borowski – Shala Paka (odc. 40)
- Marek Frąckowiak –
  - kierownik hotelu (odc. 40),
  - detektyw Donald Drake (odc. 41-45),
  - pająk Lou (odc. 46),
  - sklepikarz goniący Brygadę RR (odc. 54),
  - strażnik będący świadkiem zniknięcia Nimnula (odc. 55),
  - pilot helikoptera, który gonił Bzyczka (odc. 55),
  - przestraszony mieszkaniec (odc. 55),
  - Szczur Kapone (odc. 57)
- Zbigniew Poręcki –
  - pies Plato (odc. 41-45),
  - Pyrek (odc. 47),
  - Snout (odc. 53),
  - fałszywy bobas Tadzio (odc. 56),
  - Arnold Myszonegger[e] (odc. 57),
  - niewolnicy Kapone’a (odc. 57),
  - wdzięczne myszy (odc. 57)
- Krzysztof Stelmaszyk –
  - Aldrin Klordane (odc. 41-45),
  - Seymour (odc. 49),
  - lekarz badający Bzyczka (odc. 55)
- Anna Leszczyńska – Mamcia (odc. 47)
- Grzegorz Kucias – Pudlania La Puch (odc. 50, 59)
- Stefan Każuro – Żaża Labrador (odc. 50)
- Józef Mika –
  - chłopak szukający samochodu-niespodzianki w ryżu (odc. 54),
  - dzieciak na placu zabaw (odc. 55),
  - pierwszy ojciec adopcyjny (odc. 56),
  - Todd Sweeney (odc. 58)
- Jerzy Mazur – pan Dolars (odc. 56)
- Agata Gawrońska-Bauman – Munrovia (odc. 56)
- Izabella Dziarska – Pomona (odc. 56)
- Joanna Pałucka – jaskółka Mini (odc. 58),
- Anna Wróblówna – pani Sweeney (odc. 58)
- Katarzyna Bargiełowska – policjantka (odc. 58)
- Stanisława Nocznicka
- Andrzej Tomecki

i inni
Lektor:
- Andrzej Matul (odc. 1-4, 6, 16),
- Włodzimierz Nowakowski (odc. 5),
- Tadeusz Borowski (odc. 7-15, 17-65)

### Nowa wersja do odcinka 27
Wersja polska na zlecenie Disney Character Voices International: Master Film

Reżyseria: Krzysztof Kołbasiuk

Dialogi: Marcin Leśniewski

Dźwięk: Katarzyna Lenarczyk

Montaż: Krzysztof Podolski

Kierownictwo produkcji: Ewa Chmielewska

Wystąpili:
- Ewa Kania – Chip
- Piotr Dobrowolski – Dale
- Ilona Kuśmierska – Gadżet Siekiera
- Włodzimierz Bednarski – Jack „Rocky” Roquefort
- Marek Obertyn – Robokot Tom
- Marcin Sosnowski – Spaślak
- Rafał Kołsut – Freddy
- Michał Maciejewski – ojciec Freddy’ego
- Jacek Bursztynowicz – Butch
- Józef Mika – Wart

i inni
Lektor: Tadeusz Borowski

## Spis odcinków
Kolejność odcinków według daty premiery polskiej wersji, nie do końca pokrywającej się z kolejnością oryginalną.
| N/o wersji polskiej | N/o wersji oryginalnej | Polski tytuł                          | Angielski tytuł                      |
| --- | ---------------------- | ------------------------------------- | ------------------------------------ |
| |                        |                                       |                                      |
| SERIA PIERWSZA |                        |                                       |                                      |
| |                        |                                       |                                      |
| 01 | 02                     | Kiedy myszy harcują                   | Catteries Not Included               |
| Członkowie Brygady, badając sprawę zaginionego kotka, odkrywają, że w mieście, w tajemniczych okolicznościach znikają koty. |                        |                                       |                                      |
| |                        |                                       |                                      |
| 02 | 10                     | Głuptak nie znaczy głuptas            | Three Men and a Booby                |
| Członkowie Brygady pomagają pani Głuptak odnaleźć jej zaginione jajko. Trop prowadzi do szalonego kolekcjonera jajek. Główna postać negatywna – pan Dumpty – to aluzja do popularnej angielskiej wyliczanki dla dzieci, Humpty Dumpty. |                        |                                       |                                      |
| |                        |                                       |                                      |
| 03 | 11                     | Dywanowy złodziej                     | The Carpetsnaggers                   |
| Brygada odkrywa, że tajemnicze latające dywany wykradają różne cenne przedmioty z domów mieszkańców miasta. Okazuje się, że dywany w istocie są skomplikowanymi urządzeniami elektronicznymi. |                        |                                       |                                      |
| |                        |                                       |                                      |
| 04 | 01                     | Podwodni piraci                       | Piratsy Under the Seas               |
| Członkowie Brygady odkrywają przypadkiem zatopiony statek z bezcennym ładunkiem, chroniony przez odciętą przez 200 lat od świata grupę mysich piratów (odniesienie do strażnika Graala z filmu Indiana Jones i ostatnia krucjata). |                        |                                       |                                      |
| |                        |                                       |                                      |
| 05 | 07                     | Maltańska mysz                        | Adventures in Squirrelsitting        |
| Brygada i gang kota Spaślaka rywalizują o bezcenną złotą statuetkę – Maltańską Mysz. Dodatkowe zamieszanie powoduje Tammy – ocalona z łap Spaślaka przez Chipa wiewióreczka-nastolatka, która – ku jego zakłopotaniu – zakochała się w swoim wybawcy. Maltańska Mysz to aluzja do filmu Sokół Maltański. |                        |                                       |                                      |
| |                        |                                       |                                      |
| 06 | 04                     | Flash Superpies                       | Flash, the Wonder Dog                |
| Kot Spaślak postanawia porwać bohatera popularnego serialu – Flasha Superpsa, a następnie zniszczyć jego reputację. Poniżony Flash zwraca się o pomoc do Brygady. |                        |                                       |                                      |
| |                        |                                       |                                      |
| 07 | 08                     | Zamek Baskerville’ów                  | The Pound of the Baskervilles        |
| Brygada przypadkiem trafia do wiktoriańskiej rezydencji, będącej areną walki o zaginiony testament. W filmie pojawiają się liczne aluzje do dzieł Arthura Conana Doyle’a, zaś scena, w której jeden z bohaterów demoluje swój pokój poszukując testamentu, jest wyraźnie inspirowana sceną poszukiwania podsłuchu w filmie Rozmowa Francisa Forda Coppoli. |                        |                                       |                                      |
| |                        |                                       |                                      |
| 08 | 13                     | Rodzicielskie serce                   | Parental Discretion Retired          |
| W kolejną sprawę Brygady – znów związaną z kotem Spaślakiem – miesza się ojciec Roqueforta, Charlie Cheddar, powodując chaos i zamieszanie. |                        |                                       |                                      |
| |                        |                                       |                                      |
| 09 | 09                     | Pszczela afera                        | Risky Beesness                       |
| Królowa pszczół po tym, jak została nagle porzucona przez nie słuchający jej rozkazów rój, trafia przypadkiem do Brygady. Badając sprawę, przyjaciele odkrywają, że jest ona poważniejsza niż pierwotnie się wydawało. Piosenka, przy której Dale z zapałem imituje grę na gitarze (air-guitaring) to najprawdopodobniej metalowa przeróbka You Really Got Me The Kinks. Imię i nazwisko Ireny Allan nawiązuje do Irwina Allena – słynnego twórcy kina katastroficznego, m.in. filmu Rój). |                        |                                       |                                      |
| |                        |                                       |                                      |
| 10 | 12                     | Dzika bestia                          | Bearing Up Baby                      |
| Brygada postanawia odpocząć na łonie natury. Przypadek sprawia, że muszą chronić ludzkie niemowlę przed dzikimi zwierzętami. |                        |                                       |                                      |
| |                        |                                       |                                      |
| 11 | 05                     | Skok w kosmos                         | Out to Launch                        |
| Gdy Chip i Dale przypadkiem trafiają na pokład wahadłowca, który znajduje się w niebezpieczeństwie, reszta Brygady rusza im z pomocą. |                        |                                       |                                      |
| |                        |                                       |                                      |
| 12 | 03                     | Dale wychodzi z siebie                | Dale Beside Himself                  |
| Trzech kosmitów, obdarzonych zdolnością przeistaczania się w dowolną istotę, kończy pobyt na Ziemi i zbiera się do odlotu na ojczystą planetę. Jednak jeden z nich o imieniu Lade – szczególnie mocno zachwycony pięknem Ziemi – postanawia zostać na niej na zawsze. Trafia przypadkiem na Dale’a, z którym się „zaprzyjaźnia” i pod jego postacią wyręcza go w wielu różnych pracach, wprawiając tym w zdumienie członków pozostałych członków brygady, którzy nie wiedzą, że mają do czynienia z sobowtórem podczas gdy prawdziwy Dale oddaje się w ukryciu słodkiemu lenistwu. W pewnym momencie Lade słyszy przypadkiem rozmowę o „narodzinach nowego Dale’a”, której pada zdanie „Oby ten nowy Dale został z nami na zawsze, a ten stary nigdy do nas nie powrócił.” Wpada wówczas na szatański plan dokonania całkowitej zamiany i wysłania Dale’a w kosmos. Warto zauważyć tu grę słów: Lade [czyt. Lejd], to po angielsku Dale [czyt. Dejl] na wspak. Zmieniający kształt przybysz z kosmosu to aluzja do opowiadania Who Goes There? Johna W. Campbella (1938), znanej z dwóch adaptacji filmowych, z 1951 i 1982. Dodatkowo, w swej naturalnej postaci, kosmici mają charakterystyczne podwójne szczęki, typowe dla monstrum z filmu Obcy – ósmy pasażer Nostromo. |                        |                                       |                                      |
| |                        |                                       |                                      |
| 13 | 06                     | Wysokie loty nielotów                 | Kiwi’s Big Adventure                 |
| Podczas swych wojaży, Brygada natrafia na plemię ptaków-nielotów, próbujących wzbić się w powietrze. |                        |                                       |                                      |
| |                        |                                       |                                      |
| 14 | 19                     | Podstęp Dżina z lampy Aladyna         | A Lad in a Lamp                      |
| Na skutek przypadku bezcenna lampa Aladyna, którą próbował ukraść kot Spaślak ze swoim gangiem, trafia w ręce Roqueforta. Dżin wykorzystuje zachłanność na ser Rocky’ego i zamienia się z nim miejscami. |                        |                                       |                                      |
| |                        |                                       |                                      |
| 15 | 21                     | Owocowa zagadka                       | Battle of the Bulge                  |
| Rocky postanawia schudnąć i Brygada przechodzi na zdrowy tryb życia i dietę owocową. Wtedy wpadają na trop tajemniczej afery z udziałem owocożernych nietoperzy. Oryginalny tytuł nawiązuje do podjętej w swoim czasie w Stanach Zjednoczonych akcji walki z otyłością. Jej nazwa nawiązywała do Ofensywy w Ardenach. |                        |                                       |                                      |
| |                        |                                       |                                      |
| 16 | 34                     | Praca z fizyki                        | Normie’s Science Project             |
| Na wystawie projektów naukowych członkowie Brygady natrafiają na siostrzeńca Nimnula – Normiego, co prowadzi ich do odkrycia kolejnego planu szalonego naukowca. |                        |                                       |                                      |
| |                        |                                       |                                      |
| 17 | 22                     | Strachliwy duch                       | Ghost of a Chance                    |
| W starym angielskim zamczysku przecinają się drogi Brygady, strachliwego ducha i gangu kota Spaślaka. |                        |                                       |                                      |
| |                        |                                       |                                      |
| 18 | 23                     | Afera wielka jak słoń                 | An Elephant Never Suspects           |
| Podczas wycieczki do zoo Brygada natrafia na tajemniczą sprawę z nieustannie znikającymi bez śladu wielkimi ilościami orzeszków i zostaje ona oskarżona o kradzież. Wielka maszyna „ucharakteryzowana” na smoka to aluzja do podobnie ucharakteryzowanej wielkiej ciężarówki, pojawiającej się w książce i filmie Doktor No. |                        |                                       |                                      |
| |                        |                                       |                                      |
| 19 | 26                     | Krokodyl w operze                     | A Case of Stageblight                |
| Podczas wyprawy do opery członkowie Brygady natrafiają na tajemniczą sprawę, która prowadzi ich w głąb położonych pod operą kanałów. Fabuła odcinka jest częściowo inspirowana Upiorem w operze Gastona Leroux, natomiast krokodyl czający się w kanałach nawiązuje do popularnego horroru Aligator Lewisa Teague’a. |                        |                                       |                                      |
| |                        |                                       |                                      |
| 20 | 20                     | Szczęście zależy od ciebie            | The Luck Stops Here                  |
| Podczas odpoczynku w miejskim parku Gadżet przypadkiem trafia do domu niespełnionego majsterkowicza-konstruktora i postanawia mu pomóc. |                        |                                       |                                      |
| |                        |                                       |                                      |
| 21 | 24                     | Małe jest piękne                      | Fake Me to Your Leader               |
| Za sprawą przypadku, Bzyczek staje się celem nowego wynalazku Nimnula – pistoletu powiększającego. Jak się okazuje, Nimnul powiększa zwykłe owady, by za ich pomocą przeprowadzić niezwykły szantaż. Finałowa scena z samochodem jest aluzją do podobnej sceny w filmie Atak na posterunek 13 Johna Carpentera. |                        |                                       |                                      |
| |                        |                                       |                                      |
| 22 | 25                     | Pociąg ze złota                       | Last Train to Cashville              |
| Poszukiwanie zaginionej kolejki-zabawki i przemęczony po wielogodzinnym nocnym maratonie horrorów Dale doprowadzają Brygadę do kolejnej konfrontacji z kotem Spaślakiem. |                        |                                       |                                      |
| |                        |                                       |                                      |
| 23 | 27                     | Ku-ku Cola Klub                       | The Case Of The Cola Cult            |
| Przypadek krzyżuje drogi Brygady i tajemniczej sekty, która od pewnego czasu działa w mieście. Gdy jeden z jej wynalazków zawodzi w czasie akcji, załamana Gadżet decyduje się opuścić Brygadę. Trafia w szpony tejże sekty. |                        |                                       |                                      |
| |                        |                                       |                                      |
| 24 | 28                     | Bezrobotna Mumia                      | Throw Mummy from the Train           |
| Podczas wycieczki do Egiptu Brygada staje się świadkiem, a potem uczestnikiem walki o cenny pierścień, w którego posiadanie wchodzi przypadkiem Dale. Fabuła nawiązuje do beatlesowskiego filmu Na pomoc! (1965). |                        |                                       |                                      |
| |                        |                                       |                                      |
| 25 | 29                     | Nie taki wilk straszny, jak go malują | A Wolf in Cheap Clothing             |
| Badając sprawę tajemniczej kradzieży popełnionej przez wilka, Brygada trafia na trop kolejnego szalonego planu Nortona Nimnula. |                        |                                       |                                      |
| |                        |                                       |                                      |
| 26 | 32                     | I zwierzątko chce mieć zwierzątko     | Prehysterical Pet                    |
| Statek kosmiczny przybysza z kosmosu zostaje wzięty za jajo dinozaura; przybyszowi udaje się uciec. Dale przygarnia dinozauropodobnego stwora. |                        |                                       |                                      |
| |                        |                                       |                                      |
| 27 | 30                     | Robokot                               | Robocat                              |
| Brygada trafia na wynalazek szalonego naukowca – Robokota Toma, mechanicznego kota sterowanego przez kartridż od gier wideo. Na Toma natrafia również kot Spaślak. Postanawia wykorzystać robota do swoich celów. |                        |                                       |                                      |
| |                        |                                       |                                      |
| 28 | 31                     | Odruch warunkowy                      | Does Pavlov Ring a Bell?             |
| Ku niezadowoleniu Chipa i Dale’a, Brygada poznaje Iskrę – szczura laboratoryjnego, wielce inteligentnego naukowca, który szybko zafascynowuje Gadżet. Zauroczona mysz nie zauważa, że Iskra jest wykorzystywany do niecnych celów przez Nimnula. |                        |                                       |                                      |
| |                        |                                       |                                      |
| 29 | 33                     | Morski mściciel                       | A Creep in the Deep                  |
| Badając sprawę tajemniczych ataków na ludzkie środki transportu. Brygada natrafia na trop rybiego szaleńca, pragnącego zniszczyć życie na lądzie. Fabuła nawiązuje do słynnej powieści Juliusza Verne’a 20000 mil podmorskiej żeglugi i do filmu Szpieg, który mnie kochał Lewisa Gilberta (1977). |                        |                                       |                                      |
| |                        |                                       |                                      |
| 30 | 35                     | Przepowiednia                         | Seer No Evil                         |
| Podczas wizyty w cyrku, wróżka ćma Kasandra przepowiada członkom Brygady przyszłość – w przypadku Chipa wielce ponurą. Racjonalnie myślący Chip ignoruje wróżby, gdy jednak zaczynają się one spełniać, zmienia zdanie. |                        |                                       |                                      |
| |                        |                                       |                                      |
| 31 | 38                     | Czekoladowa zagadka                   | Chocolate Chips                      |
| Wakacje w amazońskiej dżungli zmieniają się w kolejną intrygującą zagadkę, gdy Brygada natrafia na sprawę tajemniczo znikających w ciągu nocy dużych ilości drzew kakaowca. |                        |                                       |                                      |
| |                        |                                       |                                      |
| 32 | 60                     | Dale zmienia skórę                    | The S.S. Drainpipe                   |
| Kolejna zagadka prowadzi Brygadę w głąb kanałów. Gdy członkowie Brygady zostaną uwięzieni przez rezydujący w kanałach miejskich gang Szczura Kapone, ich losy zależą od Dale’a – jedynego, który zdołał uniknąć schwytania. Dale decyduje się wcielić w życie rady Czerwonego Borsuka, telewizyjnego superbohatera. |                        |                                       |                                      |
| |                        |                                       |                                      |
| 33 | 36                     | Tajemnica krokodylej groty            | Chipwrecked Shipmunks                |
| Po katastrofie łodzi, Brygada trafia na małą wyspę, gdzie Dale i Rocky odnajdują grotę pełną skarbów. Jednak na wyspę trafiają mysi piraci, którzy uważają te skarby za swoją własność, i szybko upomną się o swoje. |                        |                                       |                                      |
| |                        |                                       |                                      |
| 34 | 39                     | Ostatni krasnoludek                   | The Last Leprechaun                  |
| Podczas wypadu do Irlandii Brygada wikła się w lokalny konflikt między karłami a tajemniczą wiedźmą. |                        |                                       |                                      |
| |                        |                                       |                                      |
| 35 | 45                     | Superagent Gont                       | Double ’o’ Chipmunks                 |
| Pod wpływem filmów o superszpiegu, Dale postanawia zostać superagentem. Gdy jego skonstruowane naprędce „supergadżety” zawodzą, reszta Brygady postanawia pomóc podłamanemu duchowo koledze. Inscenizują szpiegowską intrygę, by Dale mógł się wykazać i odzyskać wiarę w siebie. Niestety, przez przypadek wchodzą w drogę prawdziwemu, międzynarodowemu superagentowi i jego szczurom. Fabuła odcinka, oprócz filmów bondowskich, inspirowana była filmem Firefox (1982). |                        |                                       |                                      |
| |                        |                                       |                                      |
| 36 | 44                     | Cesarz bez słowika                    | Song of the Night ’n’ Dale           |
| Brygada omyłkowo trafia do Chin, gdzie rozwiązuje zagadkę cesarza Sun Dima, który z niewyjaśnionych przyczyn zdaje się popadać w obłęd. Oprócz popularnej baśni Hansa Christiana Andersena o cesarskim słowiku, inspiracją scenariusza było opowiadanie Byk kreteński zawarte w zbiorzee Dwanaście prac Herkulesa Agathy Christie. |                        |                                       |                                      |
| |                        |                                       |                                      |
| 37 | 49                     | Miłość nie wszystko wybaczy           | Love Is a Many Splintered Thing      |
| Rocky popada w kłopoty, gdy jego dawna miłość, Bella Romanso, nagle pojawia się w siedzibie Brygady. Ze wszystkich odcinków serialu, ten bodaj najbardziej nawiązuje do tradycji film noir, zwłaszcza do archetypu kobiety fatalnej. |                        |                                       |                                      |
| |                        |                                       |                                      |
| 38 | 40                     | Ciepło – zimno                        | Weather or Not                       |
| Za sprawą Rocky’ego, Brygada trafia na trop kolejnego szalonego planu Nimnula, tym razem mającego związek z manipulowaniem pogodą. |                        |                                       |                                      |
| |                        |                                       |                                      |
| 39 | 50                     | Pomniejszenie                         | Out of Scale                         |
| Tajemnicze zniknięcie pomnika z miejskiego parku to początek śledztwa, prowadzącego Brygadę do konfrontacji z gangsterem Ignacio Szczurellim. Sprawę komplikują jeszcze wciąż kłócący między sobą Chip i Dale oraz małoletnia córka Szczurelliego chcąca ich mieć jako zwierzęta domowe. |                        |                                       |                                      |
| |                        |                                       |                                      |
| 40 | 46                     | Gadżet na Hawajach                    | Gadget Goes Hawaiian                 |
| Podczas wypadu Brygady na Hawaje Gadżet popada w kłopoty, gdy Lawinia – bliźniaczo do niej podobna z wyglądu tubylka – postanawia posłużyć się nią dla własnych, niecnych celów i zamienia się z nią miejscami. Tytuł zaczerpnięto z filmu Gidget Goes Hawaiian Paula Wendkosa z roku 1964. Deborah Walley, która grała w filmie rolę Gidget, podłożyła głos Lawinii w oryginalnej wersji dźwiękowej. |                        |                                       |                                      |
| |                        |                                       |                                      |
| 41 | 14                     | Brygada RR rusza na ratunek           | Rescue Rangers to the Rescue         |
| 42 | 15                     | Brygada RR rusza na ratunek           | Rescue Rangers to the Rescue         |
| 43 | 16                     | Brygada RR rusza na ratunek           | Rescue Rangers to the Rescue         |
| 44 | 17                     | Brygada RR rusza na ratunek           | Rescue Rangers to the Rescue         |
| 45 | 18                     | Brygada RR rusza na ratunek           | Rescue Rangers to the Rescue         |
| Podzielony na pięć odcinków dwugodzinny pilot serialu, opowiadający historię powstania Brygady, gdy dwaj przyjaciele, Chip i Dale, za sprawą zaprzyjaźnionego psa policyjnego trafiają na trop afery, która okazuje się znacznie poważniejsza, niż się początkowo wydawało. Obok dwóch stałych wrogów Brygady – Nimnula i Kota Spaślaka – pojawia się tu Aldrin Klordane (imiona pochodzą od dwóch stosowanych dawniej w USA pestycydów – aldryny i chlordanu), uznany za zmarłego przestępca, który upozorował swoją śmierć, by zrealizować plan kradzieży stulecia. |                        |                                       |                                      |
| |                        |                                       |                                      |
| 46 | 52                     | Nieprzypadkowe spotkania              | Good Times, Bat Times                |
| Badając sprawę bardzo dziwnych i tajemniczych kradzieży dokonanych przez początkującą czarownicę, Brygada rozpoczyna śledztwo, podczas którego Dale zawiera bliższą znajomość z Foxglove (dosł. naparstnica), młodą nietoperzycą, która zakochała się w nim. Wkrótce okaże się, że pojawienie się Foxglove nie było dziełem przypadku. Odcinek ten do dziś budzi ożywione dyskusje wśród fanów serialu z uwagi na pojawiające się w nim komplikacje uczuciowe. |                        |                                       |                                      |
| |                        |                                       |                                      |
| 47 | 48                     | Przez bar do banku                    | Short Order Crooks                   |
| Brygada trafia przypadkiem na trop dwóch złodziejaszków, którzy podstępem przejmują na pewien czas niewielki bar, by dostać się wykopem do położonego tuż obok banku. |                        |                                       |                                      |
| |                        |                                       |                                      |
| 48 | 37                     | Miasteczko Trampolonia                | When Mice Were Men                   |
| Rocky otrzymuje list z Hiszpanii: grupa wieśniaków, którym niegdyś pomógł, prosi go o pomoc i uratowanie ich miasteczka przed terroryzującym je bykiem. Fabuła filmu nawiązuje do arcydzieła Kurosawy Siedmiu samurajów, natomiast pojawiająca się na początku hiszpańskiej części odcinka melodia na trąbce to aluzja do słynnej płyty Milesa Davisa Sketches Of Spain. |                        |                                       |                                      |
| |                        |                                       |                                      |
| 49 | 47                     | To on, to bohater, to Dale            | It’s a Bird, It’s Insane, It’s Dale! |
| Zupełnym przypadkiem Dale wchodzi w posiadanie kawałka meteorytu, który nadaje mu ponadnaturalne zdolności. Dale wykorzystuje to do ratowania niewinnych i czynienia dobra, dzięki czemu zostaje bohaterem. Jednak żadne niezwykłe moce nie zastąpią pracy zespołowej – zwłaszcza gdy do akcji wkracza posiadacz reszty meteorytu, nieuczciwy właściciel biura podróży. |                        |                                       |                                      |
| |                        |                                       |                                      |
| 50 | 65                     | Walka o Złotą Lassie                  | They Shoot Dogs, Don’t They?         |
| Pomagając psiej gwieździe, Pudlanii La Puch, Brygada trafia do fikcyjnego południowoamerykańskiego państewka Taksydermia, gdzie staje się uczestnikiem rywalizacji między Pudlanią a jej bezwzględną dublerką o cenną statuetkę – Złotą Lassie. |                        |                                       |                                      |
| |                        |                                       |                                      |
| 51 | 41                     | Nabrałem cię Chip                     | One-upsman-chip                      |
| Doprowadzony do szału nieustannymi kawałami Dale’a, Chip przy współpracy Gadżet postanawia się zemścić. Jednak jego dowcip okazuje się mieć nieobliczalne konsekwencje. |                        |                                       |                                      |
| |                        |                                       |                                      |
| 52 | 61                     | Bzyczek chce do domu                  | Zipper, Come Home                    |
| Gdy po kłótni z Rockym Bzyczek opuszcza brygadę, dostaje się do gromady żuków mieszkających nad rzeką. Przyjmują go niezwykle gorąco; nieszczęśnik nie wie, że wkrótce ma zostać złożony w ofierze Bóstwu Rzeki. |                        |                                       |                                      |
| |                        |                                       |                                      |
| 53 | 42                     | Fałszywy szum morza                   | Shell Shocked                        |
| Zmęczony i rozdrażniony ciągłym przywództwem Chipa, Dale postanawia na jeden dzień zostać liderem Brygady, gdy ta korzysta z pogody i decyduje się na wypad nad morze. Gdy jednak Brygadzie ponownie przyjdzie się zmierzyć z kotem Spaślakiem, Dale przestaje sobie radzić jako przywódca. |                        |                                       |                                      |
| |                        |                                       |                                      |
| 54 | 62                     | Samochodowe niespodzianki             | Puffed Rangers                       |
| Rozwiązując tajemniczą zagadkę, Brygada trafia do Hongkongu. |                        |                                       |                                      |
| |                        |                                       |                                      |
| 55 | 63                     | Małe może być groźne                  | A Fly in the Ointment                |
| Norton Nimnul opracowuje urządzenie do teleportacji, pozwalające mu w łatwy sposób przemieszczać się do banków i sklepów jubilerskich i okradać je. Gdy drogi jego i Brygady znów się przetną, podczas ucieczki z miejsca przestępstwa do urządzenia oprócz Nimnula dostaje się Bzyczek. Inspiracjami odcinka były: klasyczny horror Mucha, opowiadanie Przemiana Franza Kafki (do którego to opowiadania i jego autora pojawia się w pewnym momencie bezpośrednie nawiązanie) oraz horror Zbrodnia ze snu Wesa Cravena (1989). |                        |                                       |                                      |
| |                        |                                       |                                      |
| 56 | 51                     | Nowe metody walki                     | Dirty Rotten Diapers                 |
| Gdy kolejną udaną akcję członkowie Brygady przypłacają rozlicznymi obrażeniami, Gadżet postanawia zaprowadzić nowe, pozbawione jakiejkolwiek agresji metody działania Brygady. Dość szybko okazuje się jednak, że nowe metody nie do końca się sprawdzają. |                        |                                       |                                      |
| |                        |                                       |                                      |
| 57 | 43                     | Deser serowy, nie ma mowy             | Mind Your Cheese and Q's             |
| Gdy kolejny „serowy atak” Rocky’ego omal nie doprowadza do tragedii, mysz postanawia zrezygnować z ulubionego przysmaku dla dobra Brygady. Wtedy natrafia na ślad dziwnej afery: w mieście nagle zaczyna brakować sera. Okazuje się, że serem bezwzględnie reglamentuje Szczur Kapone i jego gang. |                        |                                       |                                      |
| |                        |                                       |                                      |
| 58 | 53                     | Najlepsze danie                       | Pie in the Sky                       |
| Chip, jako przywódca brygady, chce, aby zajmowała się ona wyłącznie poważnymi sprawami. Inni jednak są zdania, że ich powinność to pomoc wszystkim potrzebującym. Gdy trafiają na małego ptaszka, który zgubił swoje stado postanawiają mu pomóc. Przegłosowany Chip jest początkowo niezadowolony, że Brygada traci czas na takie bzdury. Okazuje się jednak, że to tylko przysłowiowy wierzchołek góry lodowej za którym kryje się poważna międzynarodowa afera. |                        |                                       |                                      |
| |                        |                                       |                                      |
| 59 | 64                     | Stepowanie lodowców                   | A Chorus Crime                       |
| Brygada postanawia pomóc słynnej psiej aktorce, Pudlanii La Puch, której w tajemniczych okolicznościach zaginęły buty do stepowania. W ten sposób trafia na kolejny plan Nortona Nimnula. |                        |                                       |                                      |
| |                        |                                       |                                      |
| 60 | 54                     | Kryminał w Paryżu                     | Le Purrfect Crime                    |
| Gdy do miasta docierają wieści o tajemniczych wydarzeniach w Paryżu, na skutek których wszystkie psy uciekają z nieznanych powodów z tego miasta, Brygada wyrusza za ocean. Jest to jeden z bardzo nielicznych odcinków, w których można zobaczyć Gadżet poruszającą się na wszystkich czterech kończynach. |                        |                                       |                                      |
| |                        |                                       |                                      |
| 61 | 55                     | Gasnące gwiazdy                       | When You Fish Upon a Star            |
| W odpowiedzi na sygnał SOS, Brygada wyrusza w stronę zatopionego statku. Gdy ich łódź się rozbija, trafiają na małą wysepkę, na której kiedyś przebywał Rocky. Tam okazuje się, że zatonięcie statku nie było przypadkiem, a za wszystkim stoi znów gang kota Spaślaka. |                        |                                       |                                      |
| |                        |                                       |                                      |
| 62 | 57                     | Krecia robota                         | A Lean on the Property               |
| Gdy podczas jednej ze swych wypraw do miasta kot Spaślak zostaje upokorzony przez psa, postanawia się zemścić. Wymyśla plan, w którym przy pomocy licznych kretów chce zmusić ludzi – a w ślad za nimi psy – do opuszczenia miasta. Na trop afery wpadają członkowie Brygady. W międzyczasie Rocky’ego odwiedza jego nadopiekuńcza matka. |                        |                                       |                                      |
| |                        |                                       |                                      |
| 63 | 56                     | Eliksir starości                      | Rest Home Rangers                    |
| Przyjęcie urodzinowe Rocky’ego zmienia się w ciąg zaskakujących przygód, w których pewną rolę odegra szalony Norton Nimnul i jego nowy wynalazek. |                        |                                       |                                      |
| |                        |                                       |                                      |
| 64 | 58                     | Hipnoza                               | The Pied Piper Power Play            |
| Kolejny genialny plan Nortona Nimnula zostaje pokrzyżowany w zarodku, gdy elektrownia odłącza prąd za niezapłacone rachunki. Ale od czego jest się genialnym naukowcem? |                        |                                       |                                      |
| |                        |                                       |                                      |
| 65 | 59                     | Wierność goryla                       | Gorilla, My Dreams                   |
| Kot Spaślak porywa małego kotka; najbliższego przyjaciela gorylicy z zoo. Aby odzyskać ulubieńca, gorylica gotowa jest na wszystko, czego tylko Spaślak zażąda. Finałową scenę epizodu zainspirował film King Kong. |                        |                                       |                                      |
| |                        |                                       |                                      |

## Edycje VHS i DVD

### VHS
Imperial Entertainment w Polsce wydało pod zmienionym tytułem („Drużyna R.R.”) dziewięć kaset wideo, zawierających po dwa odcinki serialu.
Kasety polskie są zwykle odpowiednikami brytyjskich, wydawanych przez Buena Vista Home Video (ich tytuły podano w tabeli), choć niektóre różnią się nieznacznie zawartymi odcinkami lub tylną okładką opakowania, a kilka kaset wcale nie zostało wydanych w Polsce. Kasety te pojawiały się także w wielu innych krajach i wersjach językowych, również na VCD.
Kaseta Mali bohaterowie jako jedyna została wydana ponownie na DVD.
| Lp. | Polski tytuł kasety            | Angielski tytuł kasety        | Odcinek 1 (W nawiasie tytuł z telewizji)        | Odcinek 2 (W nawiasie tytuł z telewizji) | Numer Imperial |
| --- | ------------------------------ | ----------------------------- | ----------------------------------------------- | ---------------------------------------- | -------------- |
|     |                                |                               |                                                 |                                          |                |
| 1.  | Pogromcy zła                   | CrimeBusters                  | Kotki pod kontrolą (Kiedy myszy harcują)        | Podwodni piraci                          | WHV 4023       |
|     |                                |                               |                                                 |                                          |                |
| 2.  | Miłość od pierwszego wyjrzenia | Romancing the Clone           | Dale wychodzi ze skóry (Dale wychodzi z siebie) | Flash – Super Pies                       | WHV 4024       |
|     |                                |                               |                                                 |                                          |                |
| 3.  | Piec Baskervillów              | The Pound of the Baskervilles | Piec Baskervillów (Zamek Baskervillów)          | Mysz maltańska (Maltańska mysz)          | WHV 4025       |
|     |                                |                               |                                                 |                                          |                |
| 4.  | Bzykowny interes               | Risky Beesness                | Nowy dzieciak (Dzika bestia)                    | Bzykowny interes (Pszczela afera)        | WHV 4054       |
|     |                                |                               |                                                 |                                          |                |
| 5.  | Astroszajbusy                  | Astro Nuts                    | Złodziejskie dywany (Dywanowy złodziej)         | Skok w Kosmos                            | WHV 4055       |
|     |                                |                               |                                                 |                                          |                |
| 6.  | Duchy i klejnoty               | Ghouls and Jewels             | Strachliwy duch                                 | Nie taki wilk straszny, jak go malują    | WHV 4065       |
|     |                                |                               |                                                 |                                          |                |
| 7.  | Mali bohaterowie               | Half-Size Heroes              | Podstęp Dżina z Lampy Alladyna                  | Przepowiednia                            | WHV 4066       |
|     |                                |                               |                                                 |                                          |                |
| 8.  | Kłopoty z pisklakiem           | Three Men and a Birdie        | Głuptak nie znaczy głuptas                      | Rodzicielskie serce                      | WHV 4097       |
|     |                                |                               |                                                 |                                          |                |
| 9.  | Super Bohater Dale             | Duelling Dale                 | Deser serowy? Nie ma mowy!                      | To on, to bohater, to Dale!              | WHV 4112       |
|     |                                |                               |                                                 |                                          |                |

Kasety zostały zaopatrzone w polskie tytuły zapisane na ekranie, w przeciwieństwie do wersji telewizyjnej. Pozbawione zostały lektora, gdyż nie było potrzeby odczytywania polskiego tytułu, a ten na kasecie często odbiega od prawdziwego. Lektor pojawia się dopiero w napisach, gdzie czyta nazwiska autorów polskiego dubbingu.

### DVD
Jak dotąd ukazało się kilka edycji DVD. Disney Home Entertainment wydało w Stanach Zjednoczonych 2 zestawy po 28 odcinków: pierwszy zestaw, wydany 8 listopada 2005, zawierał odcinki pogrupowane według daty produkcji, natomiast zestaw drugi wydany 14 listopada 2006, zawierał kolejne 28 odcinków ułożonych według dat premierowej emisji. W Europie ukazał się jak dotąd tylko jeden zestaw, zawierający pierwsze 21 odcinków.
W Polsce nakładem Edipresse Polska ukazało się 5 płyt DVD – jako część serii Najlepsze dobranocki wydane zostało 20 pierwszych odcinków serialu (pominięto odcinek Praca z fizyki). Później te same odcinki wydano ponownie, również na pięciu płytach, przez CD Projekt. Sprzedawane były pojedynczo, a także w zestawach: DVD 1+2 oraz wszystkie 5 płyt. Każda płyta zawierała 4 odcinki.